# Beaubec-la-Rosière
Beaubec-la-Rosière és un municipi francès situat al departament del Sena Marítim i a la regió de Normandia. L'any 2007 tenia 454 habitants.

## Demografia

### Població
El 2007 la població de fet de Beaubec-la-Rosière era de 454 persones. Hi havia 153 famílies de les quals 28 eren unipersonals (20 homes vivint sols i 8 dones vivint soles), 40 parelles sense fills, 77 parelles amb fills i 8 famílies monoparentals amb fills.
La població ha evolucionat segons el següent gràfic:
Habitants censats

### Habitatges
El 2007 hi havia 194 habitatges, 164 eren l'habitatge principal de la família, 16 eren segones residències i 13 estaven desocupats. Tots els 192 habitatges eren cases. Dels 164 habitatges principals, 131 estaven ocupats pels seus propietaris, 28 estaven llogats i ocupats pels llogaters i 5 estaven cedits a títol gratuït; 3 tenien una cambra, 2 en tenien dues, 16 en tenien tres, 51 en tenien quatre i 92 en tenien cinc o més. 132 habitatges disposaven pel capbaix d'una plaça de pàrquing. A 65 habitatges hi havia un automòbil i a 91 n'hi havia dos o més.

### Piràmide de població
La piràmide de població per edats i sexe el 2009 era:
| Homes | Edats   | Dones |
| ----- | ------- | ----- |
| 0     | 95 o +  | 0     |
| 0     | 90 a 94 | 0     |
| 0     | 85 a 89 | 0     |
| 0     | 80 a 84 | 0     |
| 16    | 75 a 79 | 8     |
| 4     | 70 a 74 | 12    |
| 8     | 65 a 69 | 4     |
| 8     | 60 a 64 | 4     |
| 8     | 55 a 59 | 12    |
| 16    | 50 a 54 | 4     |
| 12    | 45 a 49 | 12    |
| 20    | 40 a 44 | 4     |
| 20    | 35 a 39 | 20    |
| 8     | 30 a 34 | 12    |
| 36    | 25 a 29 | 20    |
| 4     | 20 a 24 | 20    |
| 24    | 15 a 19 | 16    |
| 12    | 10 a 14 | 20    |
| 20    | 5 a 9   | 28    |
| 12    | 0 a 4   | 4     |

## Economia
El 2007 la població en edat de treballar era de 289 persones, 214 eren actives i 75 eren inactives. De les 214 persones actives 196 estaven ocupades (109 homes i 87 dones) i 18 estaven aturades (8 homes i 10 dones). De les 75 persones inactives 19 estaven jubilades, 26 estaven estudiant i 30 estaven classificades com a «altres inactius».

### Ingressos
El 2009 a Beaubec-la-Rosière hi havia 169 unitats fiscals que integraven 483,5 persones, la mediana anual d'ingressos fiscals per persona era de 15.483 €.

### Activitats econòmiques
Dels 7 establiments que hi havia el 2007, 1 era d'una empresa de fabricació d'altres productes industrials, 1 d'una empresa de construcció, 1 d'una empresa de comerç i reparació d'automòbils, 1 d'una empresa d'hostatgeria i restauració, 1 d'una empresa immobiliària i 2 d'empreses classificades com a «altres activitats de serveis».
L'únic servei als particulars que hi havia el 2009 era un electricista.
L'any 2000 a Beaubec-la-Rosière hi havia 28 explotacions agrícoles que ocupaven un total de 330 hectàrees.

## Equipaments sanitaris i escolars
El 2009 hi havia una escola elemental integrada dins d'un grup escolar amb les comunes properes formant una escola dispersa.

## Poblacions més properes
El següent diagrama mostra les poblacions més properes.